# Шубін Сергій Анатолійович
Сергій Анатолійович Шубін (нар. 22 лютого 1967, Київ) — радянський та український футболіст, який грав на позиції нападника та півзахисника. Відомий за виступами за низку українських команд різних ліг, найбільш відомий за виступами у вінницькій «Ниві», у тому числі у вищій українській лізі, виступав також у вищому угорському дивізіоні та низці російських команд вищої та першої ліги. Після закінчення виступів на футбольних полях працює дитячим тренером у Вінниці.

## Клубна кар'єра
Сергій Шубін народився у Києві, та є вихованцем групи підготовки столичного «Динамо». Свою футбольну кар'єру молодий нападник розпочав у київській армійській команді, яка грала у другій союзній лізі. Пізніше два роки Сергій Шубін два роки грав за аматорську команду «Динамо» з Одеси. На початку 1988 року футболіста запрошують до вищолігового московського «Динамо», проте в цій команді Шубін зіграв лише кілька матчів у дублі, та перейшов до друголігової команди з України — «Торпедо» із Запоріжжя. У 1989 році Сергій Шубін став гравцем іншої команди другої ліги — вінницької «Ниви». Саме у цій команді розкрився талант футболіста. У цей час у вінницькій команді підібрався сильний колектив, у якому Шубін відрізнявся неабиякою технікою, та високою результативністю, відзначившись за три сезони 36 забитими м'ячами у 121 проведеній грі. Після проголошення незалежності України футболіст розпочав виступи за вінницьку команду в чемпіонатах України, проте перший свій сезон в українській вищій лізі команда провела невдало, та вибула до першої ліги. В українській першості Шубін вже не відзначався високою результативністю, і, погравши у першій лізі ще півсезону, з початку 1993 року став гравцем команди вищого угорського дивізіону «Діошдьйор» із Мішкольца. За кордоном футболіст грав протягом півтора року, за які зіграв 24 матчі у вищому угорському дивізіоні, в яких відзначився 6 забитими м'ячами. На початку сезону 1994—1995 Сергій Шубін повернувся до «Ниви», яка на той час повернулась до вищої ліги, проте сезон у команді не закінчив, та у червні 1995 року став гравцем іншої вищолігової команди — луцької «Волині». Проте за луцьку команду Шубін зіграв лише 4 матчі, у яких відзначився 2 забитими м'ячами, та покинув клуб. Із вересня 1995 року футболіст розпочав виступи за клуб першої ліги «Кристал» із Чорткова, проте грав у цій команді лише до кінця року.
З початку 1996 року Сергій Шубін удруге за свою футбольну кар'єру поїхав на футбольні заробітки за кордон. Цього разу футболіст обрав виступи за команду вищої російської ліги «Жемчужина» із Сочі. Проте в основному складі команди футболіст грав рідко, за два сезони зігравши в чемпіонаті лише 10 матчів, зігравши також ще 3 матчі за дублюючий склад сочинського клубу. У 1998 році Сергій Шубін грав у складі першолігового російського клубу «Кубань» із Краснодара, а в 1999 році грав у складі іншого першолігового російського клубу «Металург» із Липецька. У 2000 році Сергій Шубін повернувся в Україну, де грав у складі аматорської команди «Кіровець» з Могилева-Подільського. У 2001 році футболіст повернувся до виступів за вінницьку команду, яка на той час грала у першій лізі під назвою «Вінниця». У 2003 році Сергій Шубін завершив виступи на футбольних полях. Після закінчення кар'єри тривалий час не міг знайти роботи, працював таксистом у Вінниці. З 2013 року працює у спеціалізованій ДЮСШ тренером з футболу.